# جاکمو سینتینی

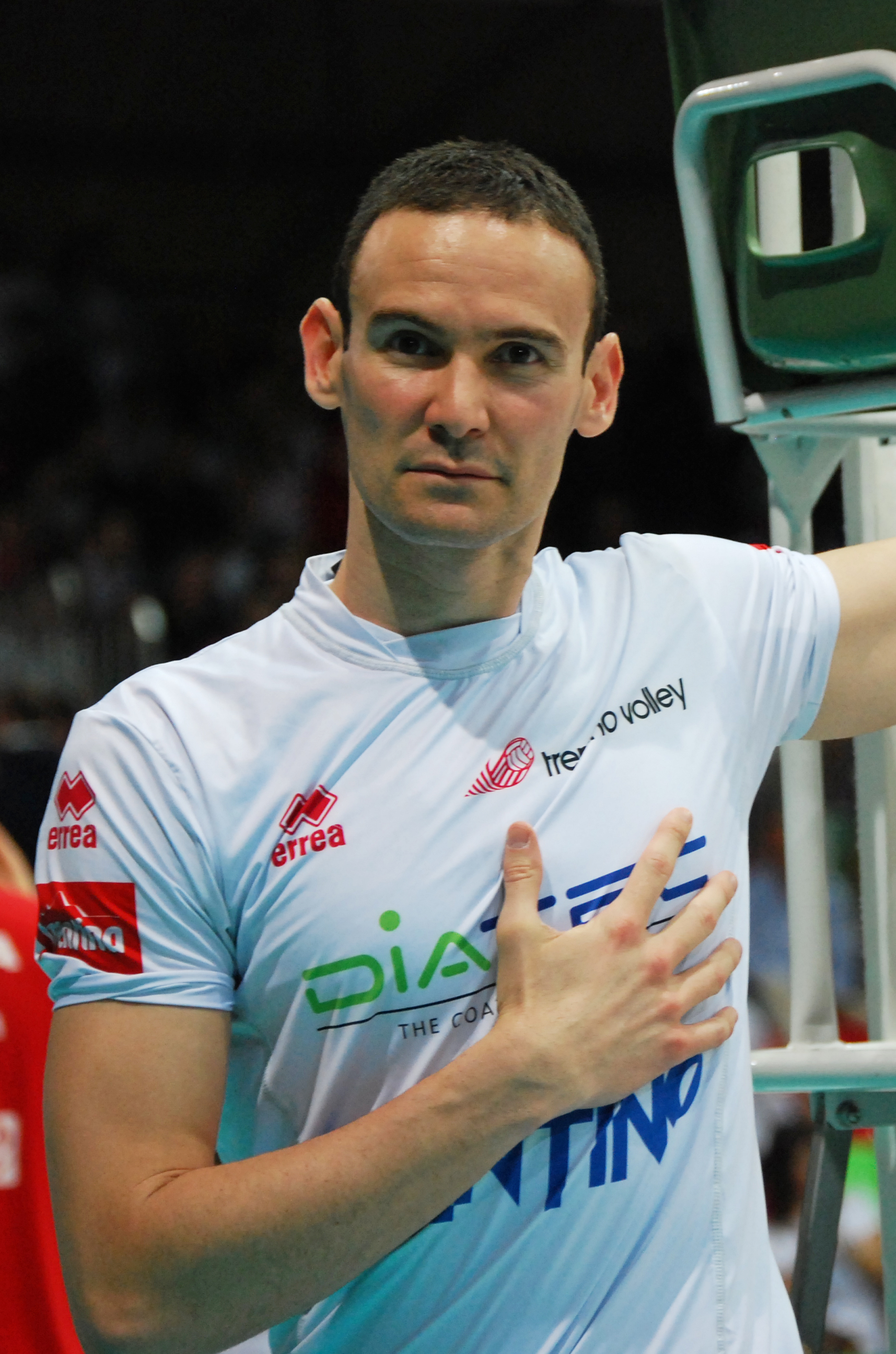
در سال ۲۰۱۳

جاکُمو سینتینی (انگلیسی: Giacomo Sintini با نام مستعار جک؛ زاده ۱۶ ژانویه ۱۹۷۹ در لوگو د رومانا) بازیکن والیبال اهل ایتالیا؛ عضو سابق تیم ملی والیبال ایتالیا و فعلی باشگاه والنتینا است.
دو قهرمانی سری آ والیبال ایتالیا و سه قهرمانی جام باشگاه‌های جهان و دو قهرمانی چلنج کاپ از دست‌آوردهای او در رده باشگاهی و مدال طلا والیبال جام ملت‌های اروپا ۲۰۰۵ از دست‌آوردهای او در رده ملی به حساب می‌آید.